# Axwell
Axel Christofer Hedfords (Lund, Suècia, 18 de desembre del 1977), més conegut pel seu nom artístic Axwell, és un DJ i productor suec. A més és propietari del segell Axtone Records i membre de Swedish House Mafia.
Axwell va començar a publicar música a finals dels anys 90. El seu primer llançament va ser l'EP Jazz Player. Durant els primers anys de la seva carrera, Axwell també va publicar remescles per artistes mainstream tan destacats com Usher o Madonna.CC}}
L'any 2004, Axwell va publicar Feel The Vibe, el primer èxit comercial de la seva carrera. Uns mesos més tard, va publicar una versió anomenada Feel The vibe (Til The Morning Comes) en col·laboració amb la cantant britànica Tara McDonald. que va arribar al top 20 de la llista oficial del Regne Unit.
L'any 2005 Axwell va fundar el seu propi segell discogràfic: Axtone Records. A banda de la majoria de les seves pròpies produccions des d'aleshores, Axtone ha comptat amb llançaments d'artistes com Dirty South, Adrian Lux, Michael Calfan, Thomas Gold o Dimitri Vegas & Like Mike.